# Paczków
Paczkówⓘ (em alemão: Patschkau) é um município no sudoeste da Polônia, localizado na voivodia de Opole, no condado de Nysa e é a sede da comuna urbano-rural de Paczków.
A cidade está historicamente situada na Baixa Silésia, no Sopé dos Sudetos, na Depressão de Otmuchów, no extremo sudoeste da voivodia de Opole, no rio Nysa Kłodzka, entre os reservatórios de água artificiais que formam o Lago Otmuchowskie e novos reservatórios chamados Topola e Kozielno, que juntos formam a Lagoa Paczkowski.
Nos anos de 1975 a 1998, a cidade pertencia administrativamente à antiga província de Opole. As maiores unidades industriais de Paczków são: a olaria Wienerberger e a fábrica de embalagens de papelão Jarpak.
Estende-se por uma área de 6,6 km², com 6 592 habitantes, segundo o censo de 31 de dezembro de 2024, com uma densidade populacional de 999 hab./km².

## Toponímia

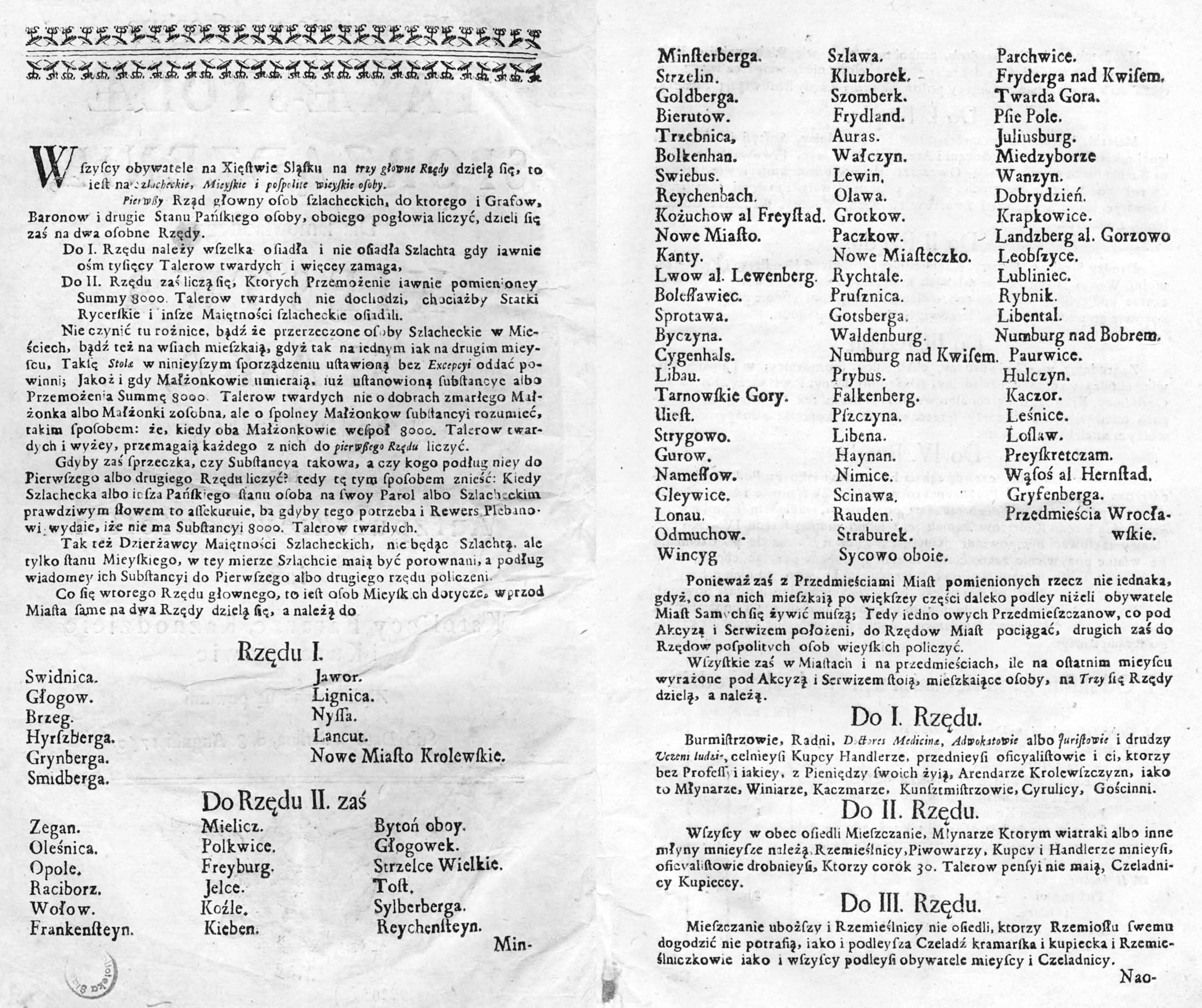
O nome Paczkow entre outros nomes de cidades da Silésia em um documento oficial prussiano de 1750 publicado em polonês em Berlim

No documento latino Liber fundationis episcopatus Vratislaviensis (Livro da fundação do episcopado de Breslávia) escrito durante os tempos do Bispo Henryk de Wierzbno nos anos 1295–1305, o lugar é mencionado na forma latinizada de Paczkia. O nome da aldeia na forma latinizada e em polonês antigo, Patzkow, é repetidamente anotado com as aldeias vizinhas em latim nos anos 1269–1273 no Livro de Henryków, entre outros no fragmento que menciona Henryk de Paczków — “Henrico de Patzkow” e outros que aparecem neste livro. Em 1613, o regionalista e historiador da Silésia Mikołaj Henel, de Prudnik, mencionou a cidade em seu trabalho sobre a geografia da Silésia intitulado Silesiographia dando seu nome em latim: Patscovia O historiador alemão Gustav Adolf Stenzel em seus comentários a este livro publicado em 1854 também dá o nome original da cidade como Patzchow.
Em um documento oficial prussiano de 1750, publicado em polonês em Berlim por Frederico, o Grande, a cidade é mencionada entre outras cidades da Silésia como Paczkow.
O nome polonês de Paczków no livro “Um breve esboço da geografia da Silésia para a ciência inicial” publicado em Głogówek em 1847 foi mencionado pelo escritor silesiano Józef Lompa.

## História

### Fundação
A fundação de Paczków esteve intimamente relacionada com a política dos bispos de Breslávia, que no século XIII moldaram o governo territorial independente. Para tanto, realizaram uma intensa campanha de colonização na região de Nysa-Otmuchów, seguindo o modelo principesco, fundando vilas e cidades sob a lei alemã. Em 1177, Bolesław Wysoki dividiu o distrito da Silésia entre seus filhos. A Silésia Central — a Terra de Opole, caiu para Jaroslau, que a partir de 1198 assumiu o bispado de Breslávia. Ele juntou parte de seu domínio, como a terra de Nysa, ao salário do bispo. Só depois de três anos servindo como gabinete do bispo, Jaroslau morreu, entregando as terras de Nysa para a Igreja, e as terras de Opole para Mieszko Plątonogi. O território recém-adquirido foi especialmente valioso para o bispado de Breslávia, visto estar conectado com a área próxima de Otmuchów, criando uma autoridade religiosa forte e independente na fronteira com a Silésia. Os sucessos dos bispos levaram a um conflito com os subsequentes duques Piastas, que reivindicaram o direito à terra de Nysa. O apogeu ocorreu durante o reinado de Henrique IV, o Justo, que finalmente entregou os direitos principescos ao bispo Tomás II em seu leito de morte em 1290, o que resultou na criação do principado do bispo. No contexto desses eventos, a cidade de Paczków foi fundada, o que foi um produto da política consciente dos bispos de Breslávia.

### Castelo de fronteira
Ao contrário de outros castelos medievais, se desenvolvendo graças à sua localização perto de estradas ou na vizinhança de senhores feudais, Paczków tinha como objetivo proteger a fronteira sudoeste do principado do bispo. Eles passaram por certas mudanças ao longo do tempo. No pico do desenvolvimento do principado (no século XV), a fronteira no sul corria ao longo dos picos principais, primeiro Rychlebské Hory e Jeseniky, até Pradziad (até o século XIII, corria ao longo do sopé das Montanhas Douradas). No norte, a fronteira do principado estendia-se ao longo da margem norte do rio Nysa Kłodzka até Kozielna, atrás da aldeia de Błotnica em direção às montanhas.
Isso significa que a cidade foi cercada por duas ou três fronteiras de três direções nas imediações (no máximo vários quilômetros). Devido à localização da cidade, provavelmente foi fortemente fortificada no início de sua existência. Em 1389, foi concluída a igreja paroquial católica, financiada pelo bispo Przecław de Pogorzela, que no século XVI foi incluída no sistema de defesa da cidade por temor da invasão turca.
No final do século XIII, existia um castelo perto da cidade, que pertenceu ao Duque de Świdnica e Ziębice. O castelo foi provavelmente destruído no início do século XV e a sua localização exata é desconhecida.

### Idade Média

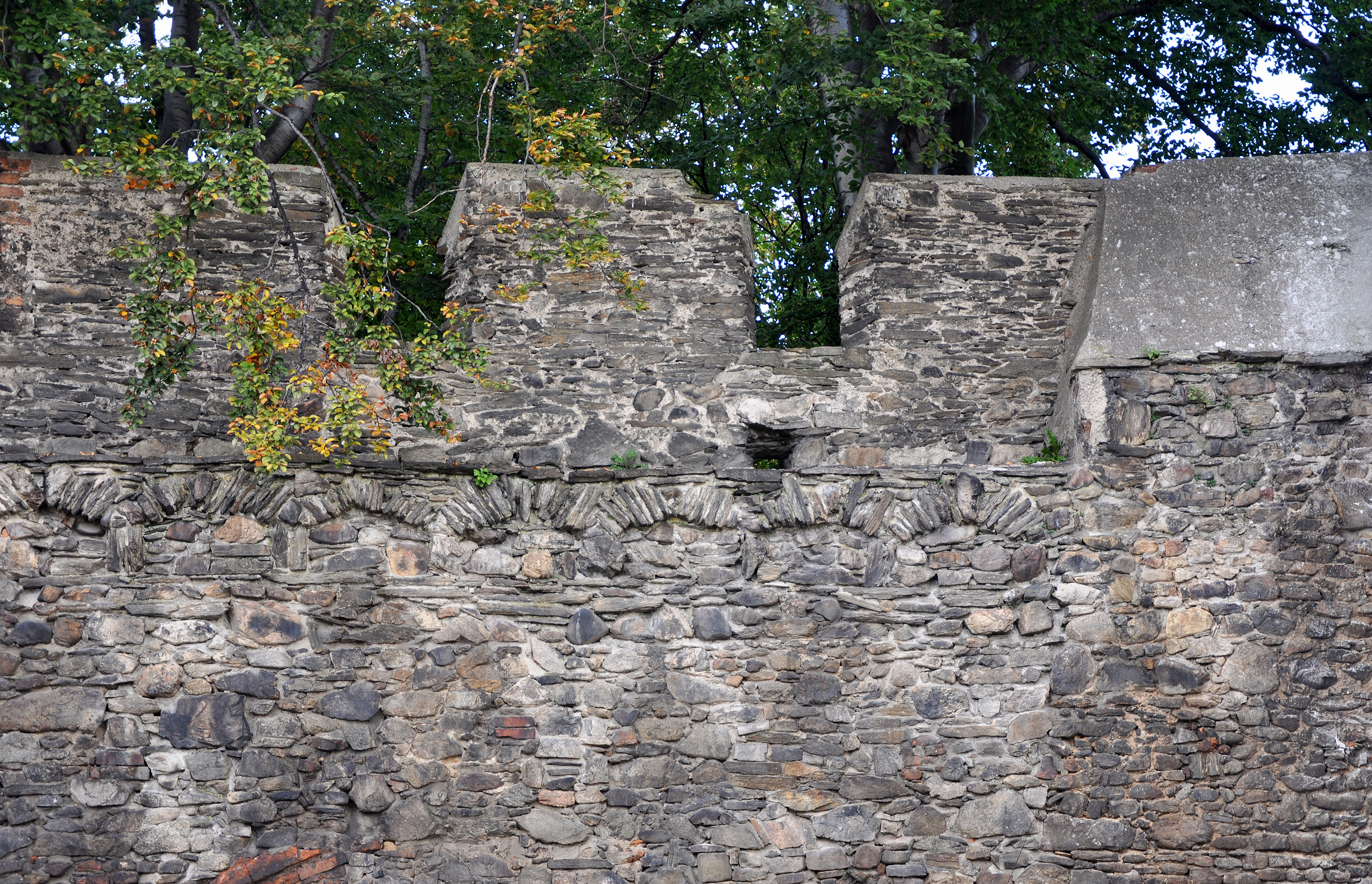
Muralha defensiva

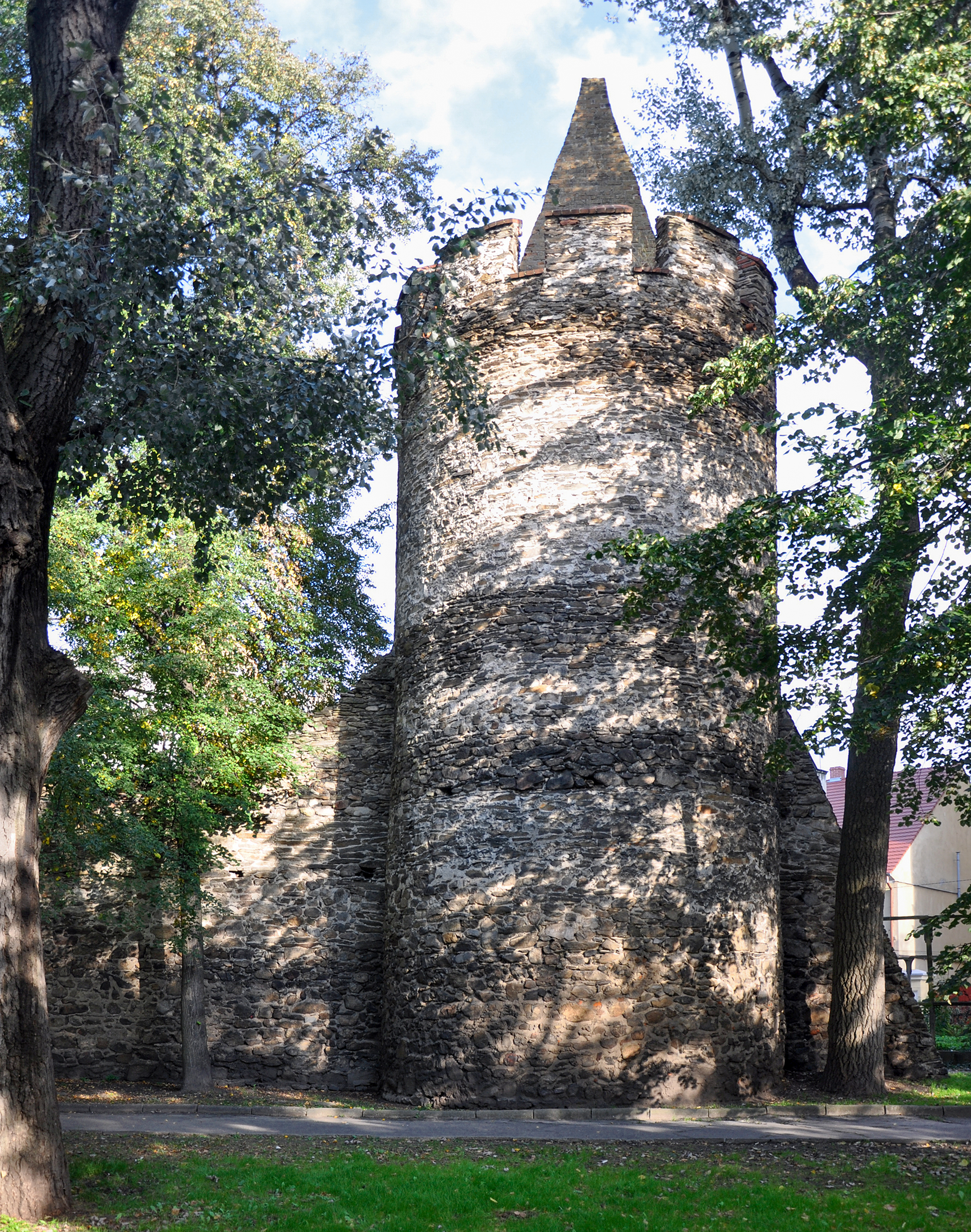
Torre defensiva

Como escreve Henryk Borek, “Paczków foi fundada próximo de um antigo assentamento já existente, do qual a nova cidade e a antiga fortaleza na fronteira da propriedade do bispo receberam seus nomes”. Acredita-se que o assentamento acima mencionado nas proximidades do qual Paczków foi fundado é a atual vila de Stary Paczków. A primeira referência à cidade vem de 1254, quando o bispo Tomasz I entregou a aldeia de Bogunów (Paczkówek) aos castelões (voits) de Nysa, Henryk e Wilhelm, com parte das terras da aldeia de Paczkowa (o chamado Stary Paczków). A cidade foi fundada em 1254 em um local anteriormente subdesenvolvido e desabitado, e sua fundação foi feita conforme a Lei de Magdeburgo. O documento de fundação foi escrito em Nysa em 8 de março de 1254 pelo bispo de Breslávia, Tomasz I Koźlowarogi. O assentamento formou uma cidade sendo concedido os direitos de:
- pastagens para pastagem conjunta de gado fora da cidade (6 feudos da Francônia)
- pescar nos rios Nysa e Kamieniec Potok (agora Biała Woda) para todos os residentes
- pequena dispensação de dízimo.

Como cidade de Paczków, ela aparece pela primeira vez em fontes de 1292. Segundo o contrato de venda do balneário em Paczków, a cidade (assentamento) foi elevada à categoria de cidade (Civitate Patschkaw) antes de 3 de julho de 1295. Documentos do século XIV mencionam barracas de açougue e padaria. Os residentes da cidade estavam principalmente envolvidos na agricultura, pecuária, artesanato, comércio e pesca devido aos rios que circundam o centro. As florestas próximas garantiram o desenvolvimento da indústria madeireira. A economia, no entanto, não se desenvolveu com força suficiente para proteger a cidade da emigração dos habitantes da cidade.
A partir de 1327, Paczków esteve sob o domínio tcheco e compartilhou o destino político da Silésia. Paczków permaneceu propriedade dos bispos de Breslávia até 1810.
Em 18 de março de 1428, Paczków, devido ao apoio do bispo Konrad, partidário de Sigismundo de Luxemburgo e adversário dos hussitas, foi apreendido pelo exército hussita, que saqueou a cidade e causou muitos danos.

## Desastres
Devido à sua localização na fronteira e laços com o bispado de Breslávia, o destino da cidade e de seus habitantes ao longo dos séculos sofreu alternâncias significativas. Paczków esteve muitas vezes sob o domínio tcheco, austríaco e prussiano.
Nos primeiros séculos de sua existência, Paczków foi afetada por desastres típicos da Idade Média: fome (1325 e 1632), grandes incêndios (1634), pestes (1438, 1449, 1063, 1607) e exército de ocupação estrangeira (nos anos: 1428, 1639, 1648, 1741, 1778).
Pequenos riachos do Potok Gościcki e Kamienica passam por Paczków perto do centro da cidade, e o rio Nysa Kłodzka atravessa os subúrbios. O mercado de Paczków e sua grande parte ficam muito acima do leito do rio, mas partes da cidade localizadas perto dos rios foram inundadas muitas vezes (nos anos: 1333, 1539, 1560, 1598, 1602, 1775, 1777, 1779, 1780, 1783, 1785, 1826, 1829, 1938, 1997, 2024).

### Desenvolvimento econômico

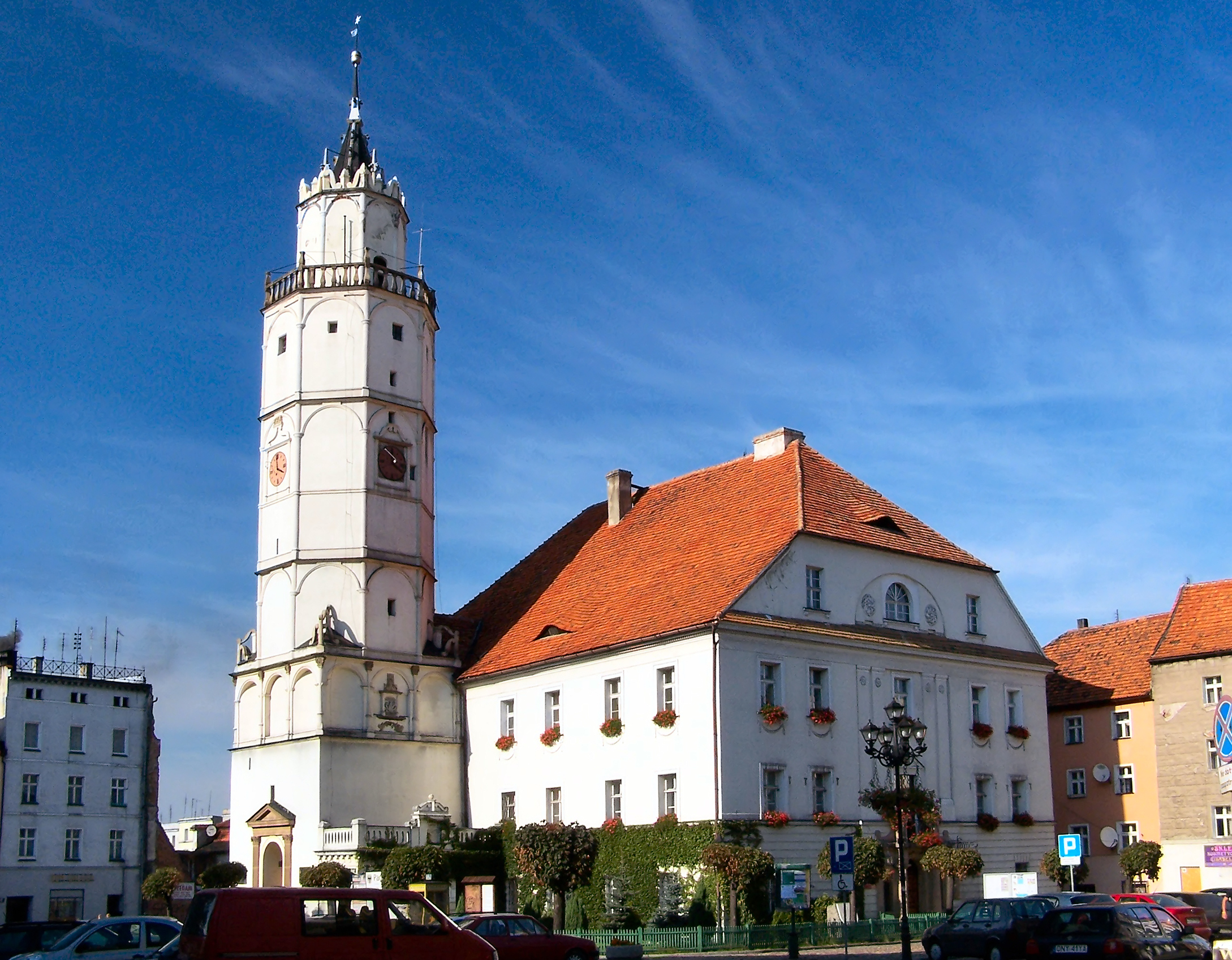
Prefeitura em Paczków

O século XV trouxe à cidade um rápido desenvolvimento econômico, para o qual os bispos contribuíram significativamente devido aos privilégios concedidos à cidade. O final do século XV e meados do século XVI foi o período de maior esplendor da cidade. Paczków tornou-se um importante centro de produção e comércio de tecidos, que constituía a base da riqueza dos mercadores locais. Os produtos de várias oficinas de tecidos de Paczków foram exportados até para a Estíria. Em 1420, o bispo Konrad deu permissão para explorar a floresta ao sul da aldeia de Gościce (Paczkowski Las), na encosta nordeste de Borówkowa nas montanhas Złote, contribuindo para o enriquecimento da cidade. Um mercado de sal operou em Paczków desde 1483, e em 1464 e 1476 as guildas de tecelões, açougueiros e padeiros (1471), peles (1481) e ferreiros (1483) foram reestabelecidas. Paczków também ganhou o direito de realizar quatro feiras por ano e começou a se expandir intensamente. Em 1514, o bispo Jan deu à cidade o direito de explorar a pedreira na aldeia de Nova Domo (hoje Chałupki) nas encostas de Jägerberg (Góra Łowiec). Em 1526, Paczków e toda a Silésia ficaram sob o domínio dos Habsburgos austríacos. Além de prédios de tijolos para substituir as antigas casas de madeira, começaram a ser construídos edifícios de utilidade pública, por exemplo, a Prefeitura renascentista com uma torre (1552), uma escola católica (1557), o hospital de campanha São Nicolau atrás do Portão Inferior (por volta de 1560). Em 1551, uma cervejaria foi fundada e, no final do século XVI, a cidade também recebeu duas linhas de abastecimento de água. A virada dos séculos XV e XVI também foi um período de aumento das obras nas fortificações da cidade.

### Derrotas e declínio

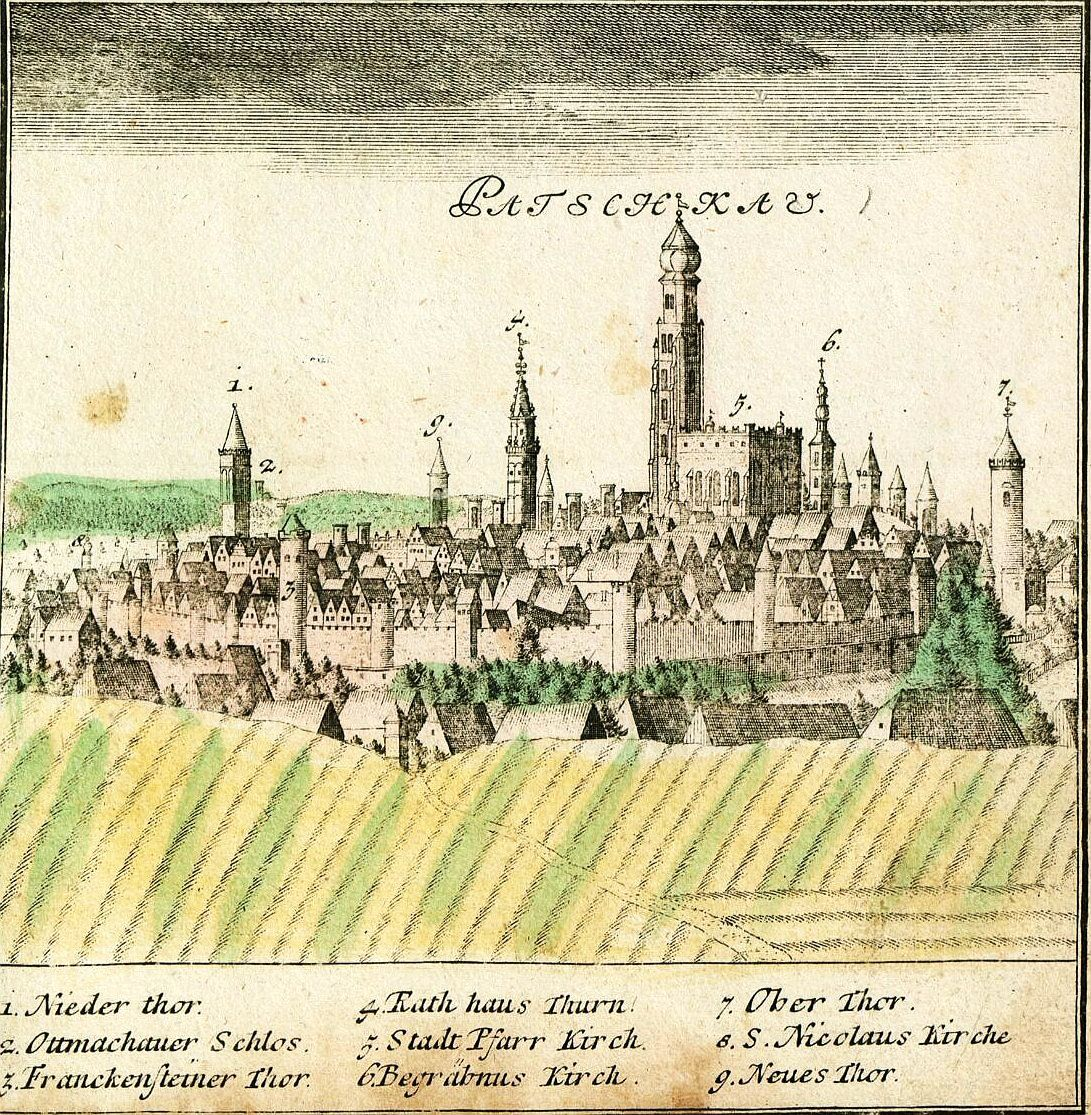
Panorama da cidade na gravura de 1738 segundo desenho de Friedrich Bernhard Werner

Em 1565, e depois em 1603 e 1607, a população de Paczków foi dizimada pela epidemia de cólera, cerca de 1 500 pessoas morreram. A primeira metade do século XVII foi o período mais trágico da história da cidade. Em 1634, a cidade foi destruída por um incêndio e, em seguida, destruída economicamente durante um dos cercos. A Guerra dos Trinta Anos finalmente acabou com a prosperidade de Paczków. Em 1632, houve fome em Paczków, os suecos e saxões ocuparam a cidade e seus arredores, e houve lutas pela cidade. Em 23 de maio de 1634, um grande incêndio destruiu muitas casas. Nos anos 1639–1648, Paczków e as aldeias vizinhas foram saqueadas muitas vezes pelos exércitos suecos e imperiais. As tropas estacionadas por sua vez em Paczków formaram fortalezas temporárias na cidade despovoada. A cidade teve outro incêndio. A cidade abandonada ficou coberta de arbustos e ervas daninhas.
A cidade recebeu materiais de construção para reconstrução várias vezes (nos anos de 1649, 1706, 1729). Porém, a ajuda recebida não trouxe muita melhora. Por último, após a mudança da fronteira, que se estende a 5 km da cidade, Paczków perdeu sua antiga base econômica na forma de aldeias vizinhas que dela dependiam e, portanto, sua importância econômica e militar. O número de habitantes naquela época caiu para (dependendo das fontes) cerca de 2 800 pessoas na década de 1720 para 100 ou 700 pessoas em 1648. Naquela época, surgiu o provérbio “Procure-me em Paczków”, significando esconder-se em um lugar deserto onde é difícil encontrar um humano. Paczków é vista por aqueles que viviam naquela época como uma cidade abandonada e esquecida.
Nos anos de 1745 a 1747, dois regimentos prussianos ficaram estacionados em Paczków e uma peste se espalhou, fazendo vítimas entre soldados e moradores, que foram enterrados nos porões das casas. Existia carestia na cidade, causada principalmente pela obrigatoriedade de pagamento de imposto exigido pela imperatriz Maria Teresa da Áustria sobre os tecidos produzidos em Paczków.
No início de agosto de 1757, Paczków foi ocupada pelos austríacos. Depois que a terra foi capturada, a guarnição prussiana voltou para Paczków. Em 5 de fevereiro de 1775, a cidade foi devastada por uma grande enchente. Outras se seguiram em 1777 (em fevereiro com o desgelo, e em 10 de maio) e nos anos 1779, 1780, 1783, 1785.
Em 1778, a cidade foi tomada alternadamente por divisões austríacas e prussianas, que recebiam comida e ração para cavalos, dinheiro e um conhaque. Em 1807, Paczków ficou sob o comando da França. O general Vandamme conseguiu uma contribuição de guerra da cidade para a manutenção do general e de suas tropas. Em 1826 e 1829 Paczków foi novamente atingida por inundações.

### Desenvolvimento industrial

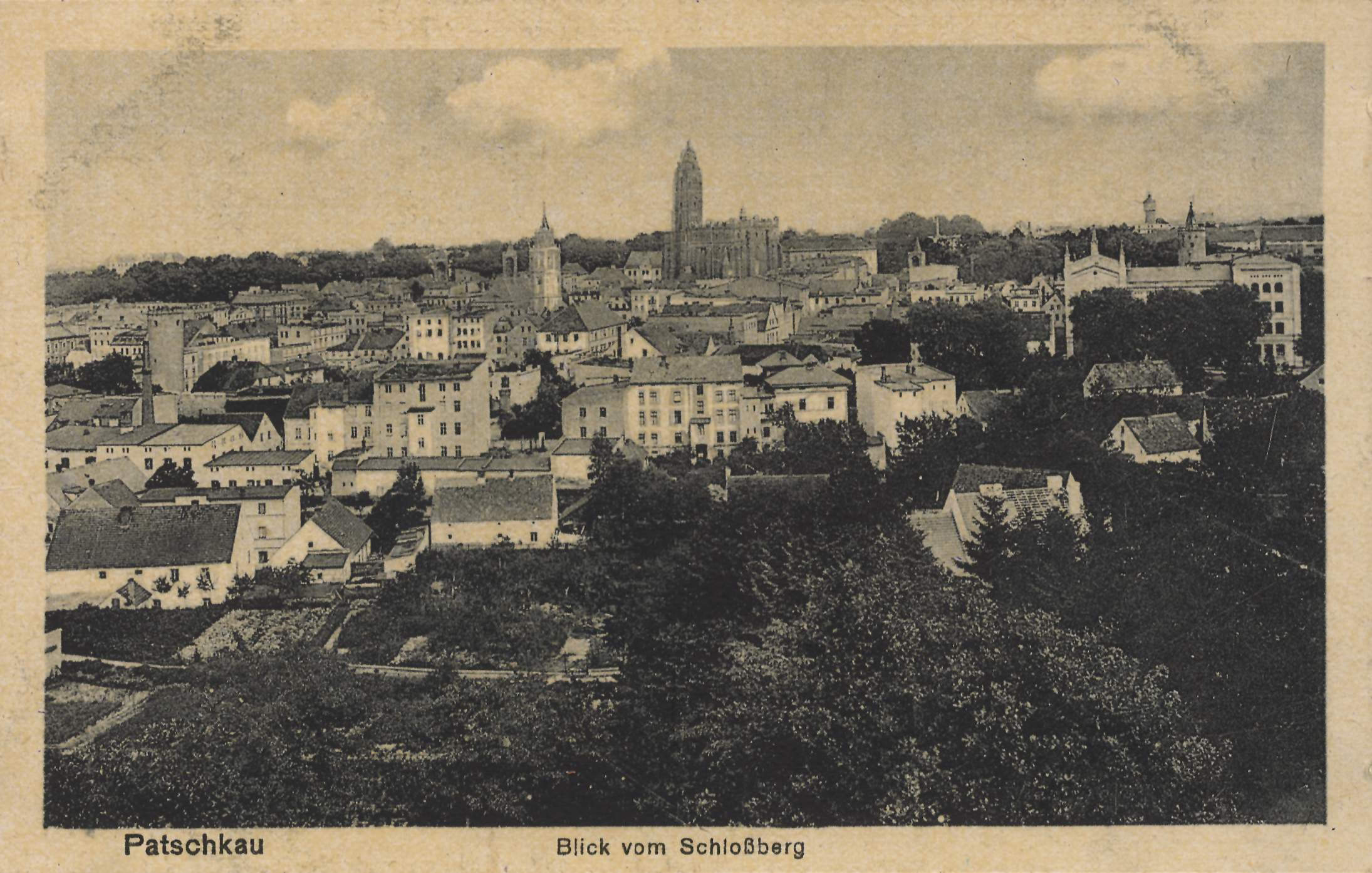
Cartão postal de Paczków vista do monte do Castelo, 1921

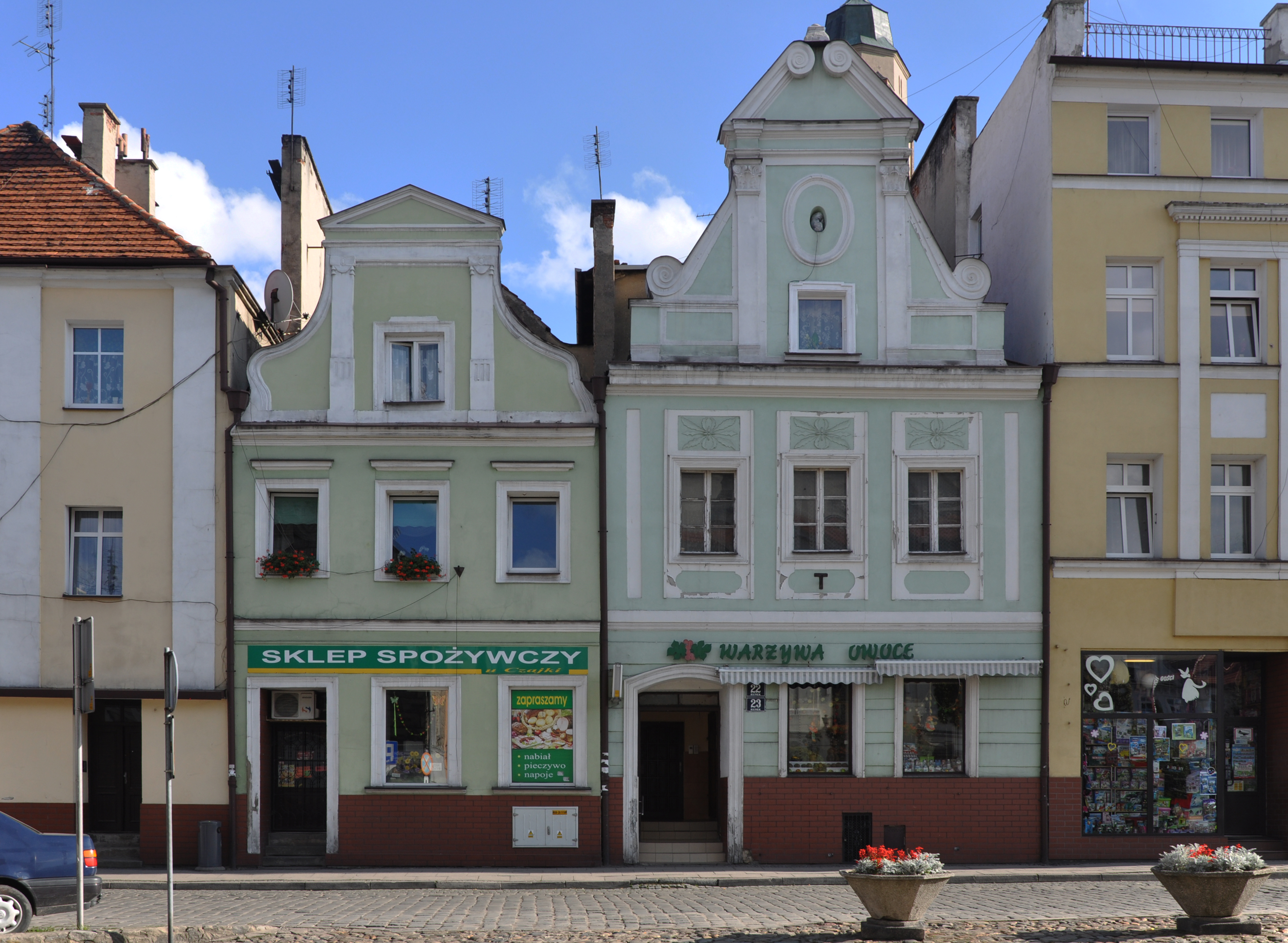
Casas na praça principal

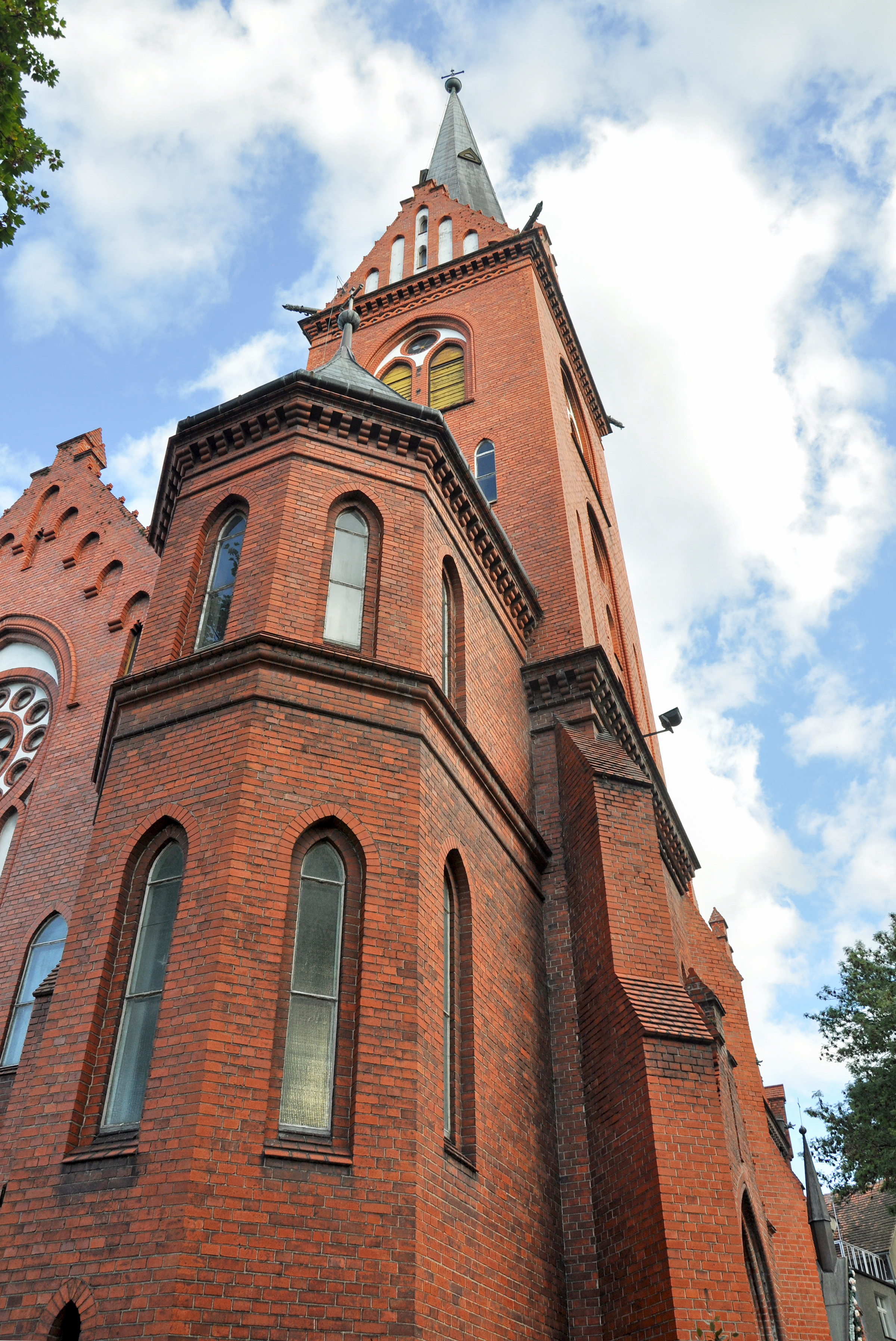
Igreja de Nossa Senhora do Perpétuo Socorro

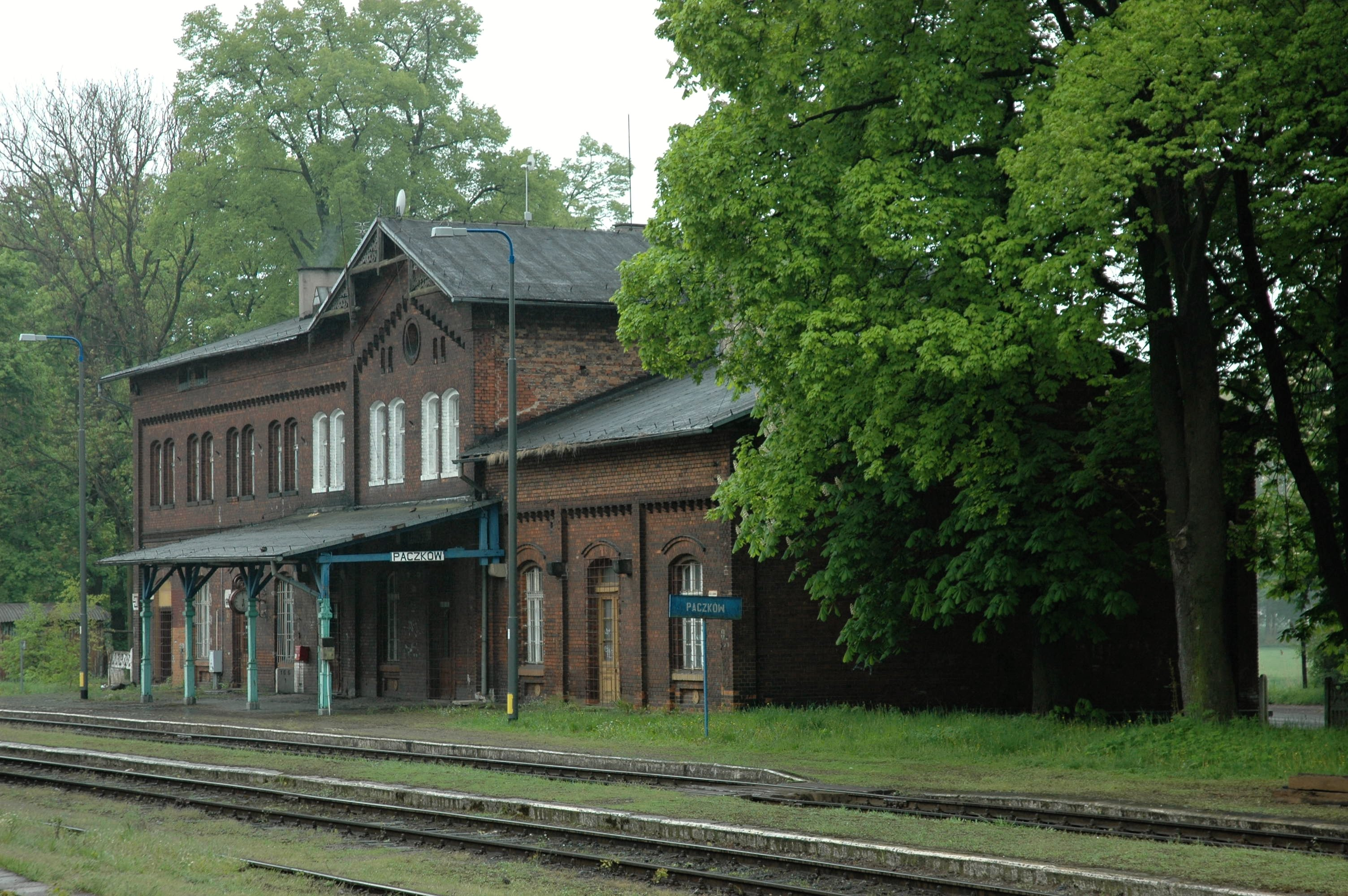
Estação ferroviária

O boom econômico em Paczków não ocorreu até o século XIX, quando o resto do poder do bispo foi abolido com a tomada de toda a Silésia pelas autoridades prussianas e em 1810 o principado do bispo foi secularizado. Em 1818, Paczków foi incorporado à Região de Opole. A partir da primeira metade do século XIX, a cidade começou a renascer. Em 1831, os primeiros candeeiros modernos foram instalados na cidade. Em 1850, uma fábrica de fósforos foi fundada.
Em 1874, uma linha ferroviária, a chamada estrada principal sub-sudética que liga a cidade a Nysa e Kamieniec Ząbkowicki, estimulou o desenvolvimento da economia local. Moinhos antigos, um curtume, uma cervejaria e oficinas de artesanato retomaram as operações. A produção foi iniciada por novas empresas: a fábrica de velas Silésia, uma fábrica de equipamentos de desenho, uma fábrica de sabão, uma empresa de molduras douradas, duas olarias, depois uma fábrica de gás, uma leiteria e o abastecimento municipal de água.
Em 1868 (ou 1873), entrou em operação a fábrica de equipamentos de combate a incêndios e construção de máquinas dos irmãos Kieslich. Em 1882, uma fábrica de máquinas agrícolas. A fábrica de suprimentos de escritório de August Schneider estava em operação desde 1880. Em 1888, Joseph Kieslich fundou uma olaria a vapor. Em 1902, a usina de gás municipal foi fundada. Em 1907, Oskar Biedermann inaugurou a Fábrica de Marcenaria da Silésia. Em 1929, Hans Biedermann transferiu sua fábrica de tiras douradas de Magdeburg para Paczków. Em 1939, um abrigo turístico começou a funcionar.

### Guerras mundiais
Ambas as guerras mundiais causaram destruições em Paczków. Como resultado das atividades da Segunda Guerra Mundial, o desenvolvimento urbano de Paczków sofreu 15%. Em 20 de março de 1945, apenas três bombas aéreas caíram sobre a cidade, uma das quais destruiu a igreja de São João. Em meados de março de 1945, com a notícia da aproximação da frente, grande parte dos habitantes foi evacuada, muitos residentes de Paczków deixaram voluntariamente a cidade, rumo às montanhas Złote, situadas no território da Tchecoslováquia (depois de 1938 incluído no Reichsgau dos Sudetos). Em 7 de maio de 1945, Paczków foi capturada sem luta por uma unidade desconhecida da 245.ª Divisão de Fuzileiros do Exército Vermelho do 11.º Corpo de Infantaria do 59.º Exército do General Ivan Korownikow (Primeira Frente Ucraniana) durante a Ofensiva de Praga do Exército Vermelho.

### Tempo pós-guerra
Em julho de 1945, a maioria dos habitantes de Paczków voltou para suas casas. Em agosto de 1945, Paczków foi entregue à administração polonesa estabelecida pelos soviéticos. Como resultado das decisões de Yalta e Potsdam, a cidade foi incorporada à Polônia. As partes destruídas da cidade foram reconstruídas. Em agosto de 1945, iniciou-se o processo de deslocamento dos habitantes alemães de Paczków, cuja maior intensidade ocorreu em maio de 1946. Ao mesmo tempo, colonos poloneses e pessoas deslocadas das Terras Fronteiriças Orientais vieram substituir os alemães gradualmente deslocados. A partir de 1946, Paczków pertenceu à voivodia da Silésia e em 1950 foi incorporada à criada voivodia de Opole.
Depois de 1946, muitos ex-habitantes alemães de Paczków, devido ao deslocamento para a zona de ocupação britânica na Alemanha, encontraram um novo local de residência na cidade de Einbeck.
Com base no decreto do Comitê Polonês de Libertação Nacional de 31 de agosto de 1944, foram criados locais de isolamento, prisões e centros de trabalho forçado para “criminosos nazistas e traidores da nação polonesa”. O campo de trabalho n.º 151 foi criado pelo Ministério da Segurança Pública da Polônia em Paczków.

## Transportes
- Ferroviário — em 2010, o transporte de passageiros foi abolido, restando apenas o tráfego de cargas. Em 2013 e 2016, foram feitos esforços para restabelecer as ligações pessoais, infelizmente sem efeitos positivos. Em dezembro de 2017, o novo calendário para 2018 incluiu conexões via Paczków para Kłodzko, Nysa, Opole e Kędzierzyn-Koźle nos fins de semana, férias de verão e alguns feriados.
- Fronteira Paczków-Bílý Potok — a passagem de fronteira rodoviária polonesa-tcheca localizada na comuna de Paczków foi fechada em 2007 nos termos do Acordo de Schengen.

## Demografia
Paczków está subordinada ao Serviço de Estatística em Opole, filial em Prudnik.
Conforme os dados do Escritório Central de Estatística da Polônia (GUS) de 31 de dezembro de 2024, Paczków é uma cidade pequena com uma população de 6 592 habitantes (17.º lugar na voivodia de Opole e 488.º na Polônia), tem uma área de 6,6 km² (35.º lugar na voivodia de Opole e 787.º lugar na Polônia) e uma densidade populacional de 999 hab./km² (6.º lugar na voivodia de Opole e 307.º lugar na Polônia). Nos anos 2002-2024, o número de habitantes diminuiu 20,7%.
Os habitantes de Paczków constituem cerca de 5,17% da população do condado de Nysa, constituindo 0,71% da população da voivodia de Opole.
| Descrição                         | Total      | Total   | Mulheres   | Mulheres | Homens     | Homens  |
| --------------------------------- | ---------- | ------- | ---------- | -------- | ---------- | ------- |
| unidade                           | habitantes | %       | habitantes | %        | habitantes | %       |
| população                         | 6 592      | 100     | 3 434      | 52,1     | 3 158      | 47,9    |
| superfície                        | 6,6 km²    | 6,6 km² | 6,6 km²    | 6,6 km²  | 6,6 km²    | 6,6 km² |
| densidade populacional (hab./km²) | 999        | 999     | 520,5      | 520,5    | 478,5      | 478,5   |

## Monumentos históricos

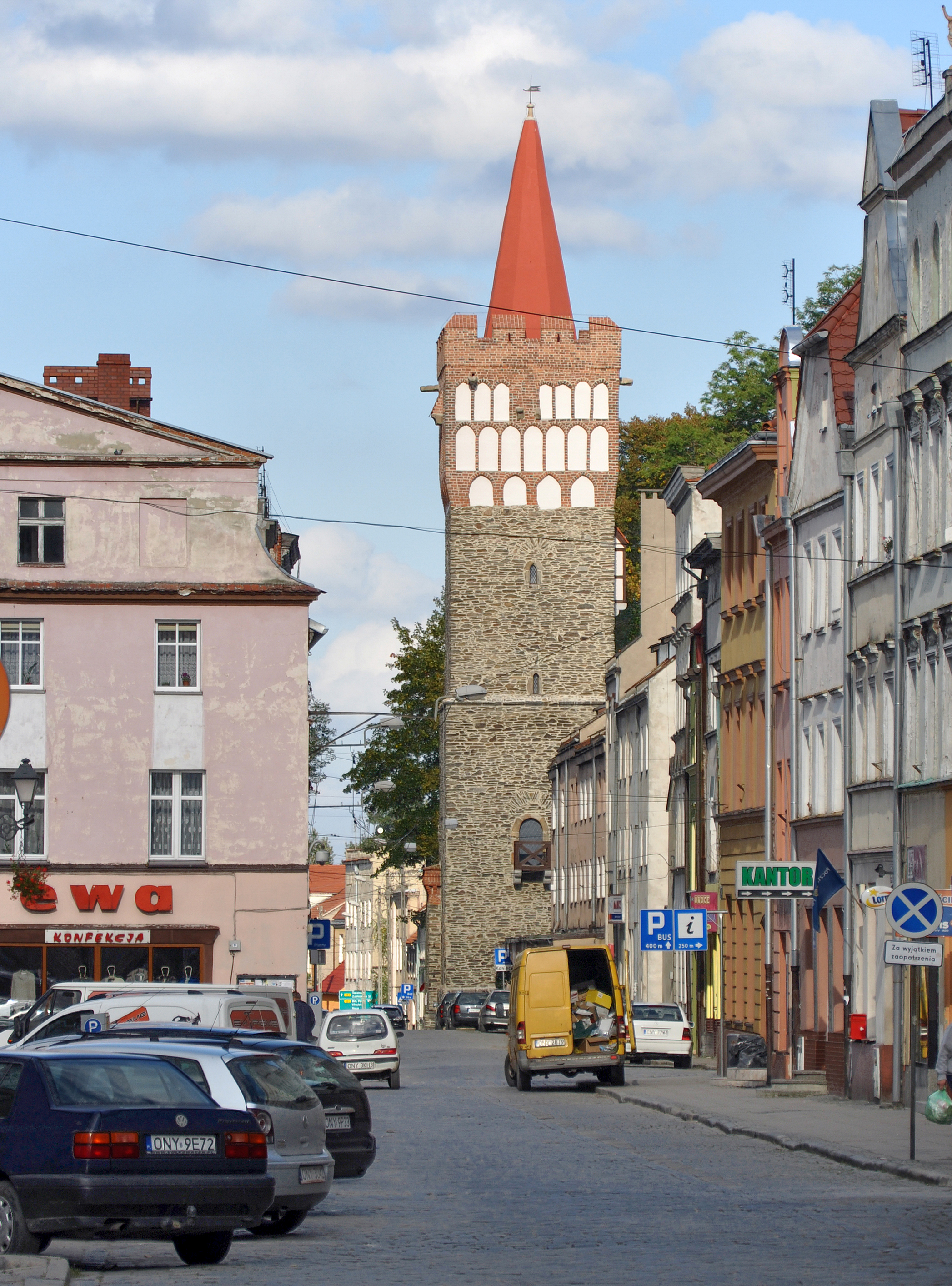
Portão Breslávia

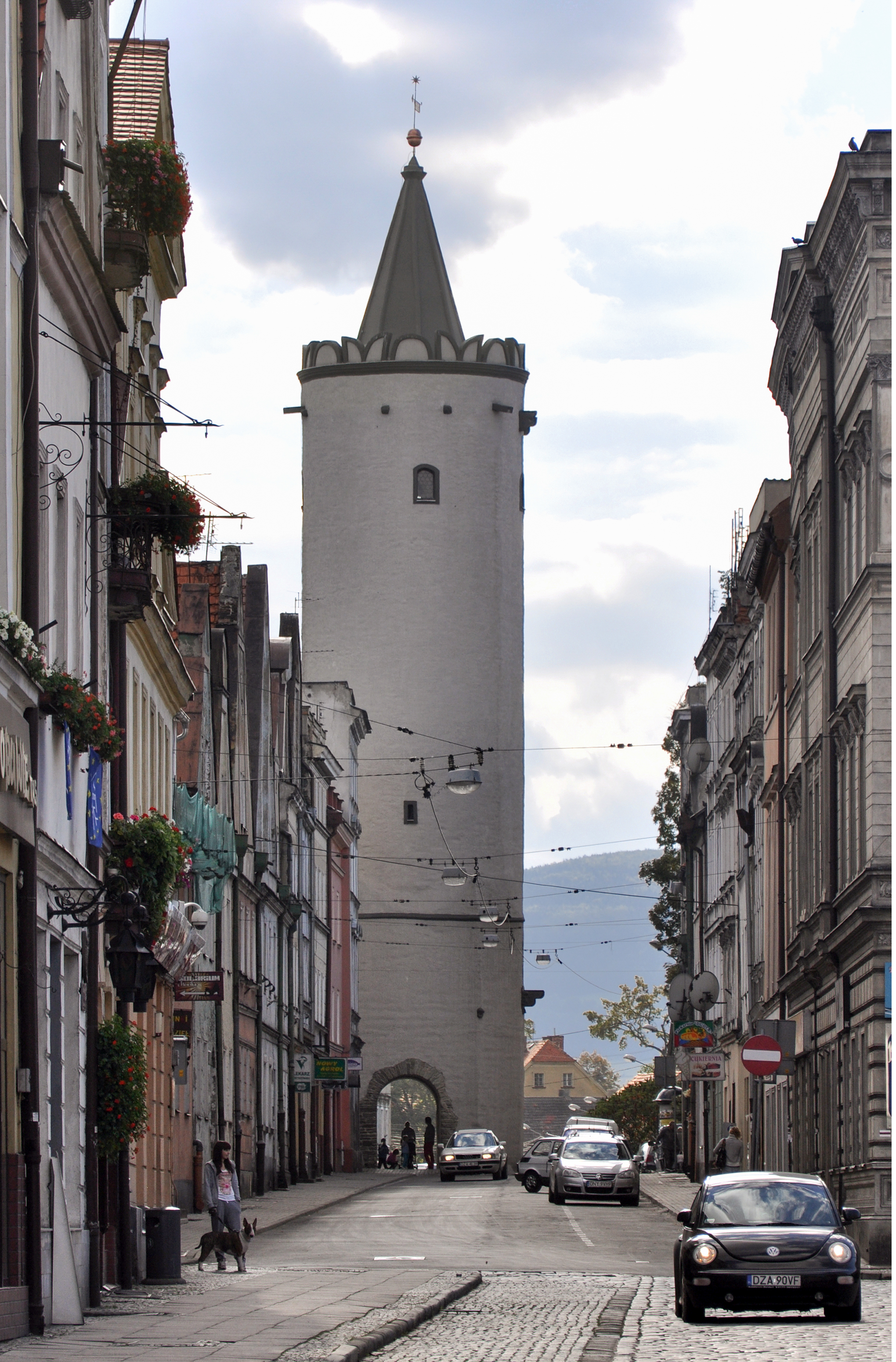
Portão Kłodzko

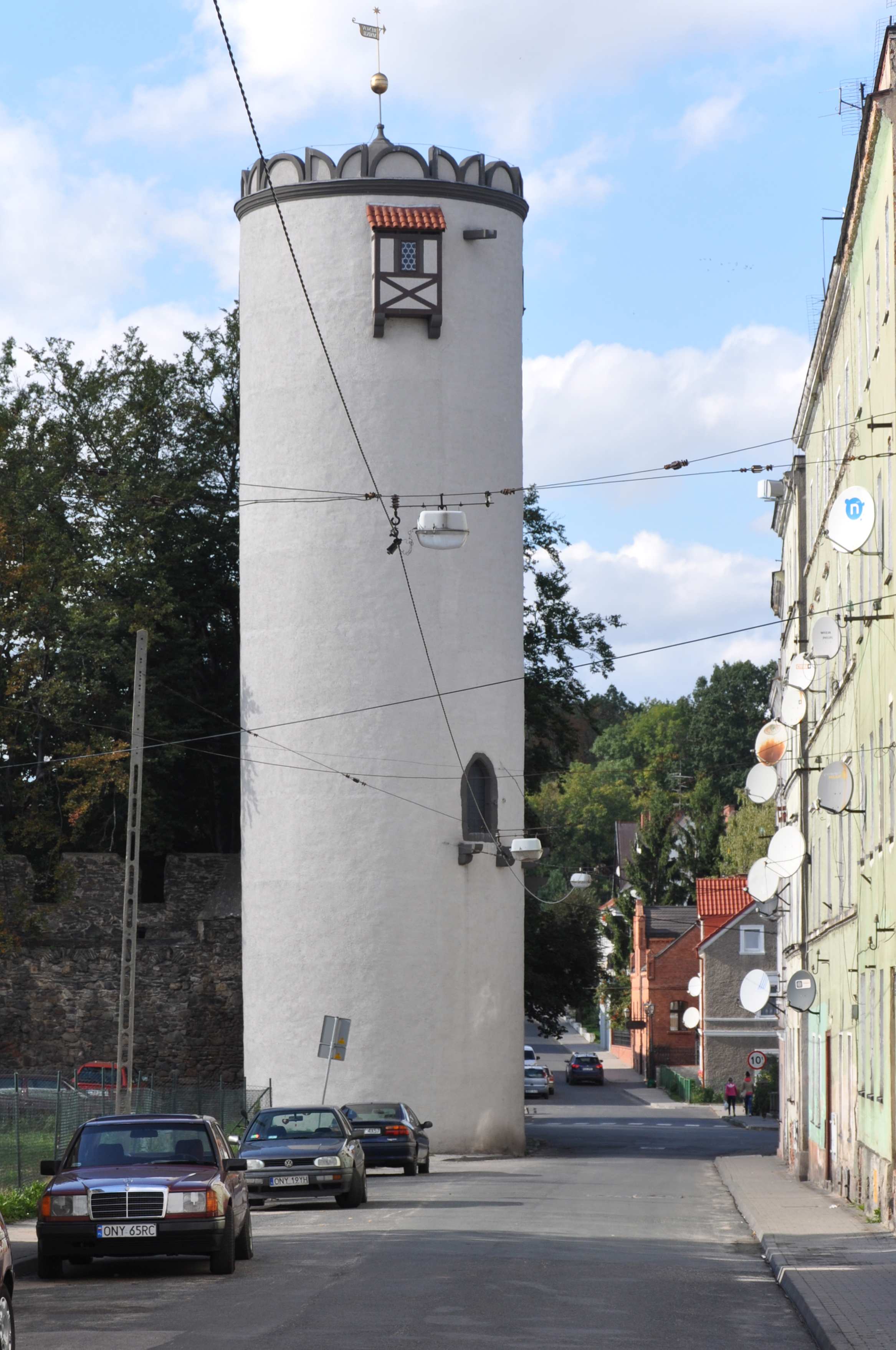
Portão Ząbkowicka

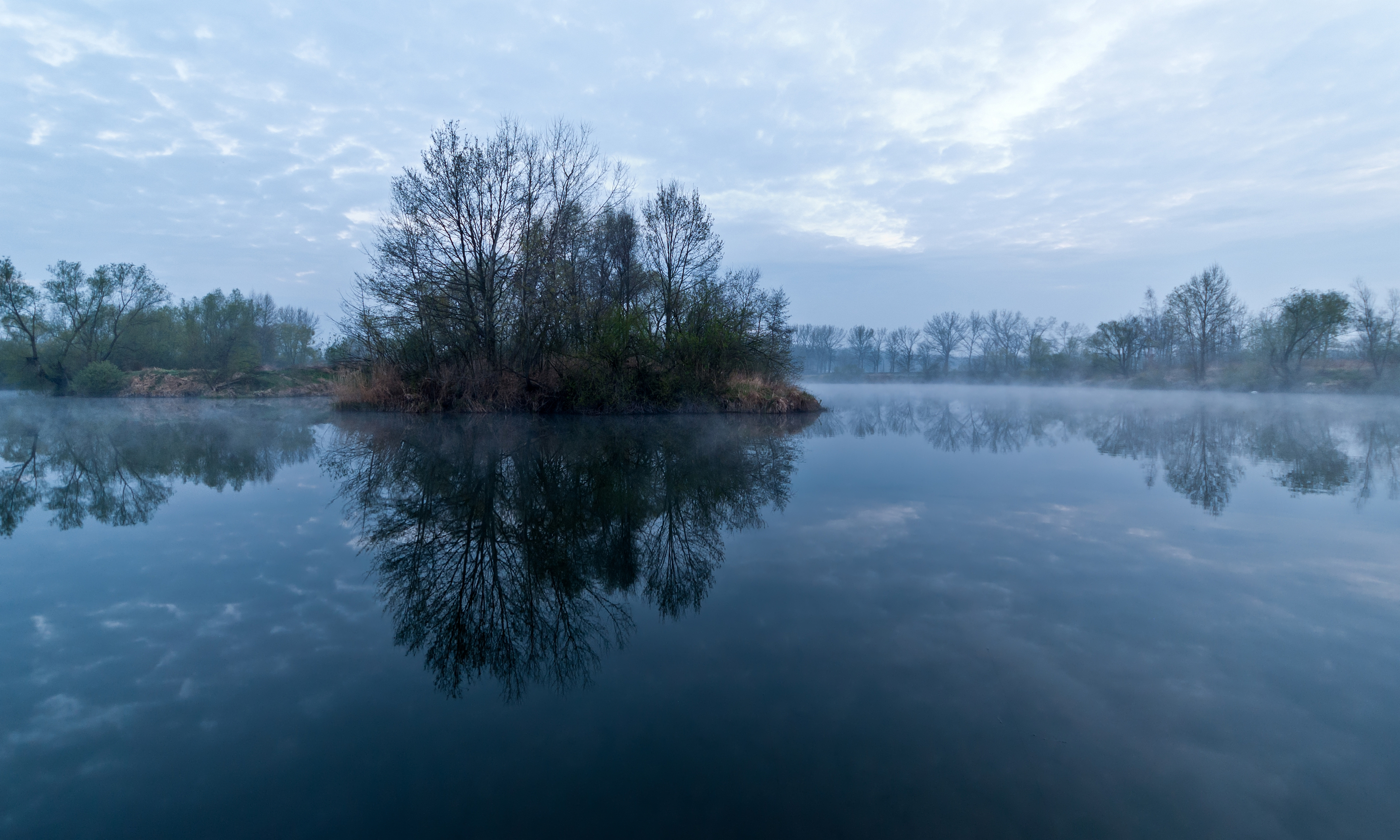
Lago em Paczków

Os seguintes objetos são inscritos no registro de monumentos:
- Traçado urbano, como parte de um layout medieval
- Igreja paroquial de São João Evangelista, acastelado, gótico dos anos 1361 a 1389, e expandida nos dois séculos seguintes: século XV, século XVI. No interior, há um poço conhecido como o “tártaro”. A igreja é a sede da paróquia
- Ruína da igreja de São João Evangelista, de 1604–1606
- Capela de São Nicolau, do século XIX
- Igreja evangélica, atualmente católica monástica de Nossa Senhora do Perpétuo Socorro, rua Staszica 27, de 1902 a 1903
- Parques urbanos, após 1846
- Muralhas defensivas com 19 torres e três torres de portões, dos séculos XIV a XVI, século XIX, muito bem conservadas, as chamadas Carcassona da Silésia:[31]
  - Torre — Portão de Breslávia
  - Torre — Portão de Ząbkowicka
  - Torre — Portão de Kłodzko
- Prefeitura, com uma torre renascentista de 1550 ao século XVI, classicista tardio de 1821 a 1822 ao século XIX
- Casa, rua Armii Krajowej 3, do século XIX
- Casas, rua Daszyńskiego 5, 36, do século XIX
- Mansão, rua Jagiellońska 6, de cerca de 1890: um jardim dendrológico, de cerca de meados do século XIX
- Casa, rua Kołłątaja 8, do século XIX/século XX
- Casa, rua Kościelna 11, do século XIX
- casa, rua Kościuszki 4, do século XIX
- Casas, rua Narutowicza 2, 8, 10, 16, do século XVII, do século XVIII ao século XIX
- Casa, rua E. Plater 2, a partir de meados do século XIX
- Mansão, rua Pocztowa 19, século XIX/século XX: jardim
- Casas na praça principal 3, 4, 5, 6, 7, 8, 9, 10, 14, 15, 16, 17, 18, 19, 20, 22, 23, 25, 27, 28, 29, 31, 33, 35, 36, 38, 39, 40, 43, 44, 48, 49, 50, 52, 55, século XV/XVI, século XVII, século XVIII, século XIX, século XX
- Fazenda, rua Sienkiewicza 6, do século XIX: casa, portão de entrada
- Casa, rua Sienkiewicza 8, do século XIX
- Casas, rua Słowackiego 1, 8 não existe, dos séculos XVIII a XIX
- Casas, rua Wojska Polskiego 4, 17, do século XIX
- Casa do carrasco da cidade, rua Wojska Polskiego 23, do século XVIII, localizada fora das muralhas da cidade — atualmente sede do Centro de Informações Turísticas
- Casas, rua Wrocławska 6, 10, dos séculos XVIII/XIX

Paczków — Paczkówek
- Fazenda, do século XIX

Outros monumentos:
- Cemitério judeu
- Museu da Indústria do Gás, rua Pocztaowa 6.

Em 13 de novembro de 2012, o complexo da Cidade Velha com um sistema de fortificações medieval foi incluído na lista de Monumentos Históricos.

## Floresta Paczkowski
A cidade de Paczków possuía uma floresta, concedida em 1420. Após as Guerras da Silésia, a floresta foi separada por uma fronteira — Paczków foi incorporada ao território da Prússia, e a floresta permaneceu nas mãos dos Habsburgos. Isso não impediu a cidade de usar a floresta para fins econômicos. Aconteceu o mesmo no período entre guerras (a receita florestal representava 25% da receita municipal).
Depois que a administração foi assumida pelas autoridades polonesas em 1947, as pessoas se lembraram da floresta da cidade (havia fábricas em Paczków que exigiam madeira como matéria-prima). Sua área era de 1979,75 hectares de povoamentos de coníferas. Em 1945, a Tchecoslováquia nacionalizou a floresta como antiga propriedade alemã, mas sua administração foi excluída da administração florestal geral. Durante as negociações sobre ajustes de fronteira entre a Polônia e a Tchecoslováquia, o lado polonês pressionou à direita de Paczków para explorar a floresta; em troca, ela prometeu cumprir as reivindicações dos tchecos na área de Kudowa-Zdrój, onde a cidade de Náchod tinha aproximadamente 50 hectares de terra.
No final das contas, em 1949, as reivindicações da Polônia e da Tchecoslováquia expiraram. O Ministério Polonês de Silvicultura declarou que o uso da floresta de Paczków seria inútil devido a obstáculos de fronteira, acordos internacionais sobre o comércio de madeira, e tal estado seria contrário aos princípios de nossa estrutura florestal.

## Comunidades religiosas
- Igreja Católica na Polônia (forania de Paczków):
  - Paróquia de São João Evangelista
- Testemunhas de Jeová:
  - Igreja Ziębice-Paczków (Salão do Reino em Ziębice, rua Wałowa 50b)

## Turismo
O complexo da cidade antiga de Paczków está listado no Cânone Histórico Nacional da Polônia. A filial do PTTK “Sudetos Orientais” em Prudnik, concede um distintivo de turista de ciclismo no “Reino de Praděd” por visitar, entre outros lugares, Paczków.
Em 15 de julho de 2010, na estrutura da VI Semana Europeia de Cicloturismo, organizada em Prudnik e com a participação de ciclistas de toda a Europa, uma rota passou por Paczków na “Trilha da Beata Maria Luisa Merkert”.

## Esportes
O clube de futebol Sparta Paczków, fundado em 1949, joga na cidade.